# 울라마

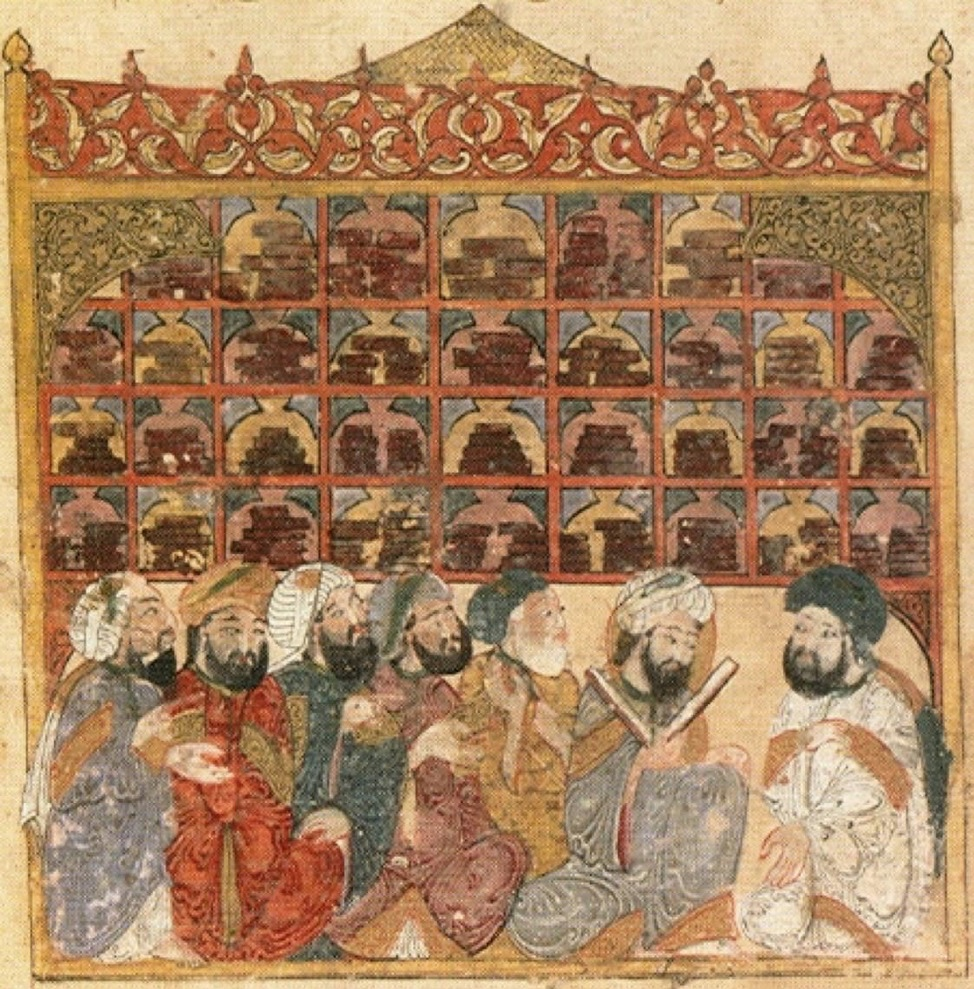

울라마(아랍어: علماء)는 '학자'를 뜻하며 주로 이슬람 법의 법학자를 말한다.
이슬람에서는 본래 협의의 '성직자' '사제(司祭)'를 인정하지 않으나 이 울라마가 역사적으로 형성됨에 따라 넓은 의미의 성직자에 해당하는 말이 되었다. 11세기 이후 울라마는 신학교(마드라사)에서 학문을 배우고 교단 전체의 '이즈마'를 대표하게 되었다. 세속적 권력에 대해서도 이슬람 교도의 사회를 대표하고 대변하며 왕조(王朝)도 이를 존중하였다. 왕조는 울라마의 일부를 그들 체제에 편입하였으나 울라마가 전면적으로 그 체제 속에 흡수되지는 않고 권력층과 피지배민의 중간에 위치하여 정치적인 기능을 발휘하였다.
현대에는 '근대파'에 대치된 '보수적'인 지도자의 위치에 놓이게 되었으나 전통적으로 대중 지도력을 지금도 유지하고 있다.